# Kylänjärvi (sjö i Päijänne-Tavastland, Finland)
Kylänjärvi är en sjö i Finland. Den ligger i kommunen Orimattila i landskapet Päijänne-Tavastland, i den södra delen av landet, 80 km nordost om huvudstaden Helsingfors. Kylänjärvi ligger 67,3 meter över havet. I omgivningarna runt Kylänjärvi växer i huvudsak blandskog. Den är 2,6 meter djup. Arean är 24,5 hektar och strandlinjen är 2,02 kilometer lång. Sjön  ingår i Borgå å huvudavrinningsområde. 